# Michail Pletňov
Michail Vasiljevič Pletňov, česky často uváděn jako Pletněv (rusky Михаи́л Васи́льевич Плетнёв, * 14. dubna 1957 Archangelsk) je ruský klavírista, dirigent a skladatel.

## Život
Pletňov se narodil do hudební rodiny v Archangelsku. Jeho otec hrál a učil na bajan a jeho matka byla pianistka. Do Ústřední hudební školy nastoupil ve věku 13 let, tam studoval pod Jevgenijem Timakinem. V roce 1974 nastoupil do Moskevské konzervatoře, kde byli jeho učiteli Jakov Flier a Lev Vlasenko. Ve věku 21 let vyhrál zlatou medaili na VI. ročníku Mezinárodní Čajkovského soutěže v roce 1978, což mu získalo mezinárodní uznání a přitáhlo velkou pozornost po celém světě. Následujícího roku debutoval ve Spojených státech. Učil také na konzervatoři v Moskvě. Za svůj zvlášť významný hudební vzor Pletňov považuje Sergeje Rachmaninova.
V roce 1988 byl Pletňov byl pozván k vystoupení na summitu supervelmocí ve Washingtonu, kde se setkal a spřátelil s Michailem Gorbačovem. Díky tomuto přátelství získal podporu, aby o dva roky později (1990) mohl založit Ruský národní orchestr, první soukromý orchestr v Rusku od roku 1917, a stal se jeho prvním šéfdirigentem. První nahrávky se svým orchestrem uveřejnil na značce Virgin Classics, šlo o Čajkovského Šestou symfonii a Slovanský pochod v roce 1991. Koncem devadesátých let odstoupil z funkce hlavního dirigenta, ale zůstal uměleckým ředitelem orchestru. Michajl Pletňov byl hlavním hostujícím dirigentem tělesa Orchestra della Svizzera Italiana v Luganu od roku 2008 do roku 2010.
Pletňov má kromě občanství Ruské federace také švýcarské občanství. Kromě bydliště v Rusku žije i v Lucernu.
V červenci 2010 byl Pletňov, tehdy rezident Thajska, thajskými úřady zatčen v souvislosti s obviněním ze zneužívání dětí. Pletňov, který byl propuštěn na kauci, obvinění popřel. Zrušil pak vystoupení na BBC Proms a Edinburském mezinárodním festivalu, aby měl čas připravit si obhajobu, ale obvinění bylo staženo dne 28. září.

## Nahrávky
Pletňov vytvořil řadu nahrávek u firmy Deutsche Grammophon. Nahrával většinou ruskou hudbu, i když v roce 2007 nahrál kompletní Beethovenovy symfonie. První jeho nahrávky byly orchestrální, včetně Čajkovského Šípkové Růženky, jeho Patetické symfonie a symfonie Manfred a Rachmaninovy Druhé a Třetí symfonie. Jeho klavírní repertoár je rozsáhlý a zahrnuje Čajkovského Roční období, mnoho Scarlattiho sonát, Obrázky z výstavy i jeho vlastní přepisy suit z baletu Louskáček a Šípkové Růženky. Se značkou Pentatone Pletňov také nahrával ruská díla jako všechny Čajkovského symfonie, Šostakovičovy symfonie č. 15 a 11 a Při čtení žalmu Sergeje Tanějeva.